# Phytodietus arisanus
Phytodietus arisanus är en stekelart som beskrevs av Jinhaku Sonan 1936. Phytodietus arisanus ingår i släktet Phytodietus och familjen brokparasitsteklar. Utöver nominatformen finns också underarten P. a. dehradunensis.